# Cho Myeong-cheol
Cho Myeong-cheol (koreanisch 조명철; in englischsprachigen Quellen transkribiert als Cho Myung-chul, geb. 2. April 1959, Pjöngjang, Nordkorea) ist ein südkoreanischer Politiker. Seit dem 15. Juli 2022 ist er nominell Gouverneur der Provinz Süd-Pyeongan (평안남도, 平安南道). Als nordkoreanischer Überläufer (탈북자, 탈북민, 脫北者) und ehemaliger Professor an der Kim-Il-sung-Universität hatte er in Südkorea mehrere politische Ämter im Zusammenhang mit der koreanischen Wiedervereinigung und dem innerkoreanischen Dialog inne. 2012 wurde er als erster nordkoreanischer Überläufer in die südkoreanische Nationalversammlung gewählt. Bis zum Ende seiner Amtszeit im Jahr 2016 war er Vertreter des Verhältniswahlkreises (비례대표) der Saenuri-Partei (später Jayu-hanguk-Partei).

## Leben in Nordkorea und China
Cho Myung-chul wurde am 2. April 1959 in Pjöngjang geboren. Er war der zweite von drei Brüdern. Sein Vater war ein Politiker, der unter anderem als Bauminister diente, und seine Mutter war Professorin an der Volksuniversität für Wirtschaft (인민경제대학). Cho studierte an der Kim-Il-Sung-Universität von September 1983 bis Oktober 1987 und schloss sein Studium mit dem Grad eines Associate Doctor ab. Unmittelbar nach seinem Abschluss wurde er zum Dozenten an der Wirtschaftsfakultät der Universität ernannt. Im August 1992 bekam Cho die Möglichkeit, im Rahmen eines zweijährigen Austauschprogramms an der Nankai-Universität in Tianjin, Volksrepublik China, zu lehren. Später beschrieb er seine Erfahrungen in China als „positiv“ im Vergleich zu seinem „negativen“ Leben in Nordkorea, und dieser Kontrast führte letztlich zu seinem Entschluss überzulaufen, als das Ende des Austauschs näher rückte.
Am 18. Juli 1994 lief Cho mit einem Flug von Hongkong über nach Südkorea. Cho behauptet, die Reaktion der nordkoreanischen Regierung auf seine Flucht sei „gedämpft“ gewesen und es habe nur geringfügige Versuche gegeben, es so aussehen zu lassen, als sei Cho nach Nordkorea zurückgekehrt. Laut Cho wurde nach seiner Flucht ein Artikel unter seinem Namen veröffentlicht und es wurden Gerüchte verbreitet, er sei während seiner Lehrtätigkeit in China in einen Verkehrsunfall verwickelt gewesen.

## Leben in Südkorea

### Akademische Karriere
Cho wurde kurz nach seiner Ankunft in Südkorea Research Fellow am Korea Institute for International Economic Policy. Später war er Direktor des International Development Cooperation Center am selben Institut. Von Juni 2011 bis März 2012 diente er als der 21. Direktor des Unification Education Institute des Ministeriums für Vereinigung.
Kontroversen entstanden um Chos Bildungsnachweise, da Nordkorea und Südkorea unterschiedliche postsekundäre Bildungssysteme haben. In Nordkorea erhalten Postgraduierte nach einem zusätzlichen zweijährigen Programm einen Associate Doctoral Degree und nach einem zusätzlichen dreijährigen Programm einen Doctoral Degree. Ersterer ist einzigartig in Nordkorea, und so gab es unter Chos Arbeitgebern Diskussionen darüber, ob sein Associate Doctoral Degree als gleichwertig mit einem Doctoral Degree in Südkorea anerkannt werden sollte. Die südkoreanische Regierung erkannte Cho schließlich als Inhaber eines von der Kim Il Sung University erworbenen Abschlusses an, der einem südkoreanischen Doctoral Degree entspricht.

### Politische Karriere
Cho wurde bei den Parlamentswahlen 2012 als Vertreter des Verhältniswahlkreises in die südkoreanische Nationalversammlung gewählt. Er war Mitglied der damaligen Saenuri-Partei. Dies war das erste Mal, dass ein nordkoreanischer Überläufer in die Legislative gewählt wurde. Während seiner Amtszeit konzentrierte sich Cho darauf, das Leben nordkoreanischer Überläufer in Südkorea zu verbessern und die koreanische Wiedervereinigung zu fördern. Er kritisierte außerdem scharf die Herrschaft des nordkoreanischen Obersten Führers Kim Jong-un. Cho kandidierte nicht für eine Wiederwahl und gab seinen Sitz nach der Auflösung der Nationalversammlung am 29. Mai 2016 auf.
Der südkoreanische Präsident Yoon Suk-yeol ernannte Cho am 15. Juli 2022 zum nominellen Gouverneur der Provinz Süd-Pyeongan. Die Position ist hauptsächlich zeremonieller Natur, da die Provinz de facto unter der Kontrolle Nordkoreas steht.